# Тарханова Катерина Сергіївна
Катерина Сергіївна Тарханова (нар. 1963, Москва, СРСР) — радянський і російський журналіст, кінокритик, колумніст, кандидат мистецтвознавства (тема дисертації «Кінематографічність як форма спілкування напередодні XXI століття»), член академії «Ніка», керівник відбіркової комісії ТВ-премії «Золотий носоріг». Публікується з 1992 року в журналах і газетах як спеціалізованого, так і розважального характеру («Кінознавчі записки», «Мистецтво кіно», «Сеанс», «Прем'єр», також «ТВ-Парк», «Кінопарк», «Амадей», «Б'юті», «МК-Бульвар», «Московський комсомолець», «Вечірня Москва», «Новини Союзу кінематографістів» та ін., кілька інтернет-порталів). Автор сценаріїв для шоу і телесеріалів.
Народилася і живе в Москві. Тричі закінчила ВДІК (економічний і кінознавчий факультет, кінознавча аспірантура). Премія Сергія Комарова за кращу дипломну роботу. Вивчала німецьку мову в Гете-Інституті в Дюссельдорфі в 1998 році.
Псевдоніми і варіанти імені — Катя Тарханова, Катерина Тарханова, К. Тарханова.
У березні 2014 року підписала лист «Ми з Вами!» «КіноСоюзу» в підтримку України.